# Patinoire de Caen la Mer
La patinoire de Caen la Mer, du nom de la communauté d'agglomération Caen la Mer qui en est propriétaire, est le nom donné à la patinoire de Caen. Elle a été inaugurée le 27 décembre 1971 et rénovée en 2000 .
Elle est actuellement le lieu de résidence du club de hockey sur glace des Drakkars de Caen ainsi que de l'ACSEL, Club de Patinage Artistique et Synchronisé de l'agglomération caennaise.
Outre les matchs de hockey et les compétitions de patinage artistique, la patinoire a accueilli des matchs internationaux de hockey.

## Historique
La patinoire a été inaugurée le 27 décembre 1971 pour accueillir le club de hockey de la ville qui venait d'être fondé en 1968. Elle est rénovée en 2000.

## Clubs résidents
La patinoire accueille deux clubs sportifs : 
- le Hockey Club de Caen est le club de hockey sur glace qui évolue actuellement en Division 1, second échelon du hockey français.
- . Les Drakkars est le nom de l'équipe de hockey sur glace Local actuel.
- L'ACSEL[2] est le club de patinage artistique et de patinage synchronisé, fondé en 1990. L'ACSEL est partenaire du Centre d'Entrainement Régional de Haut Niveau.

## Compétitions
La patinoire a accueilli plusieurs compétitions nationales et internationales :
- Les championnats de France de patinage artistique 1989
- Le championnat du monde de hockey sur glace féminin de deuxième division en avril 2011[3]
- Le 17 février 2012, les bleues jouent contre le Kazakhstan dans le cadre de la préparation au championnat du monde D1 [4]
- Le 14 avril 2012, l'équipe de France masculine est battue par l'Italie lors d'un match amical[5].
- Les championnats de France de patinage artistique 2017

## Matchs internationaux
| Date            | Compétition                                | Équipe 1        | Équipe 2        | Score | Masculin/Feminin |
| --------------- | ------------------------------------------ | --------------- | --------------- | ----- | ---------------- |
| 18 avril 2006   | Amical/Préparation au championnat du monde | France          | Pologne         | 3-0   | Masculin         |
| 4 avril 2011    | Championnat du monde féminin Division II   | Danemark        | Grande-Bretagne | 8-1   | Féminin          |
| 4 avril 2011    | Championnat du monde féminin Division II   | France          | Italie          | 1-0   | Féminin          |
| 5 avril 2011    | Championnat du monde féminin Division II   | Tchéquie        | Grande-Bretagne | 5-1   | Féminin          |
| 5 avril 2011    | Championnat du monde féminin Division II   | Italie          | Danemark        | 1-3   | Féminin          |
| 7 avril 2011    | Championnat du monde féminin Division II   | Italie          | Tchéquie        | 1-3   | Féminin          |
| 7 avril 2011    | Championnat du monde féminin Division II   | France          | Danemark        | 3-1   | Féminin          |
| 9 avril 2011    | Championnat du monde féminin Division II   | Danemark        | Tchéquie        | 0-7   | Féminin          |
| 9 avril 2011    | Championnat du monde féminin Division II   | Grande-Bretagne | France          | 1-4   | Féminin          |
| 10 avril 2011   | Championnat du monde féminin Division II   | Grande-Bretagne | Italie          | 2-4   | Féminin          |
| 10 avril 2011   | Championnat du monde féminin Division II   | Tchéquie        | France          | 3-0   | Féminin          |
| 17 février 2012 | Amical/Préparation au championnat du monde | France          | Kazakhstan      | 5-3   | Féminin          |
| 14 avril 2012   | Amical/Préparation au championnat du monde | France          | Italie          | 0-2   | Masculin         |